# Ms. Pac-Man Maze Madness
Ms. Pac-Man Maze Madness (ミズ パックマン メイズ マッドネス?, Mizu Pakkuman Meizu Maddonesu) è un videogioco 3D a quattro direzioni con protagonista Ms. Pac-Man. A differenza del suo predecessore, Pac-Man World, il gioco non è un vero e proprio 3D, ma utilizza sempre lo stesso sistema di gioco, ovvero attraverso dei labirinti.

## Trama
Il gioco si apre con la presentazione delle quattro Gemme della virtù (Generosità, Verità, Saggezza, Coraggio). Una strega malvagia di nome Esmeralda lancia un incantesimo sul castello della Principessa di Pac-Land, e progetta di rubare le quattro gemme per impossessarsi delle "Quattro Meraviglie" (ovvero le quattro terre di Pac-Land).
Ms Pac-Man, aiutata dal Professor-Pac, dovrà attraversare tutte le terre per recuperare le quattro gemme prima della strega, e si sposterà da una terra all'altra grazie all'aiuto del Pactrometro.